# Chặng đua MotoGP Pháp 2022
Chặng đua MotoGP Pháp 2022 là chặng đua thứ 7 của mùa giải đua xe MotoGP 2022. Chặng đua diễn ra từ ngày 13/05/2022 đến ngày 15/05/2022 ở trường đua Bugatti. Tay đua giành chiến thắng thể thức MotoGP là Enea Bastianini của đội đua Gresini.

### Kết quả phân hạng thể thức MotoGP
| Fastest session lap |

| Stt                | Số xe | Tay đua               | Xe      | Kết quả      | Kết quả  | Vị trí xuất phát | Hàng xuất phát |
| Stt                | Số xe | Tay đua               | Xe      | Q1           | Q2       | Vị trí xuất phát | Hàng xuất phát |
| ------------------ | ----- | --------------------- | ------- | ------------ | -------- | ---------------- | -------------- |
| 1                  | 63    | Francesco Bagnaia     | Ducati  | Vào thẳng Q2 | 1:30.450 | 1                | 1              |
| 2                  | 43    | Jack Miller           | Ducati  | Vào thẳng Q2 | 1:30.519 | 2                | 1              |
| 3                  | 41    | Aleix Espargaró       | Aprilia | Vào thẳng Q2 | 1:30.609 | 3                | 1              |
| 4                  | 20    | Fabio Quartararo      | Yamaha  | Vào thẳng Q2 | 1:30.688 | 4                | 2              |
| 5                  | 23    | Enea Bastianini       | Ducati  | Vào thẳng Q2 | 1:30.711 | 5                | 2              |
| 6                  | 5     | Johann Zarco          | Ducati  | Vào thẳng Q2 | 1:30.863 | 6                | 2              |
| 7                  | 36    | Joan Mir              | Suzuki  | 1:30.933     | 1:30.943 | 7                | 3              |
| 8                  | 42    | Álex Rins             | Suzuki  | Vào thẳng Q2 | 1:30.977 | 8                | 3              |
| 9                  | 89    | Jorge Martín          | Ducati  | 1:30:804     | 1:31.068 | 9                | 3              |
| 10                 | 93    | Marc Márquez          | Honda   | Vào thẳng Q2 | 1:31.148 | 10               | 4              |
| 11                 | 44    | Pol Espargaró         | Honda   | Vào thẳng Q2 | 1:31.526 | 11               | 4              |
| 12                 | 30    | Takaaki Nakagami      | Honda   | Vào thẳng Q2 | 1:31.595 | 12               | 4              |
| 13                 | 72    | Marco Bezzecchi       | Ducati  | 1:30.940     | N/A      | 13               | 5              |
| 14                 | 12    | Maverick Viñales      | Aprilia | 1:31.271     | N/A      | 14               | 5              |
| 15                 | 10    | Luca Marini           | Ducati  | 1:31.363     | N/A      | 15               | 5              |
| 16                 | 49    | Fabio Di Giannantonio | Ducati  | 1:31.487     | N/A      | 16               | 6              |
| 17                 | 88    | Miguel Oliveira       | KTM     | 1:31.547     | N/A      | 17               | 6              |
| 18                 | 33    | Brad Binder           | KTM     | 1:31.610     | N/A      | 18               | 6              |
| 19                 | 21    | Franco Morbidelli     | Yamaha  | 1:31.617     | N/A      | 19               | 7              |
| 20                 | 4     | Andrea Dovizioso      | Yamaha  | 1:31.618     | N/A      | 20               | 7              |
| 21                 | 73    | Álex Márquez          | Honda   | 1:31.763     | N/A      | 21               | 7              |
| 22                 | 87    | Remy Gardner          | KTM     | 1:31.820     | N/A      | 22               | 8              |
| 23                 | 40    | Darryn Binder         | Yamaha  | 1:32.596     | N/A      | 23               | 8              |
| 24                 | 25    | Raúl Fernández        | KTM     | 1:32.767     | N/A      | 24               | 8              |
| Kết quả chính thức |       |                       |         |              |          |                  |                |

## Kết quả đua chính thể thức MotoGP
| Stt                                                        | Số xe | Tay đua               | Đội đua                      | Xe      | Lap | Kết quả   | Xuất phát | Điểm |
| ---------------------------------------------------------- | ----- | --------------------- | ---------------------------- | ------- | --- | --------- | --------- | ---- |
| 1                                                          | 23    | Enea Bastianini       | Gresini Racing MotoGP        | Ducati  | 27  | 41:34.613 | 5         | 25   |
| 2                                                          | 43    | Jack Miller           | Ducati Lenovo Team           | Ducati  | 27  | +2.718    | 2         | 20   |
| 3                                                          | 41    | Aleix Espargaró       | Aprilia Racing               | Aprilia | 27  | +4.182    | 3         | 16   |
| 4                                                          | 20    | Fabio Quartararo      | Monster Energy Yamaha MotoGP | Yamaha  | 27  | +4.288    | 4         | 13   |
| 5                                                          | 5     | Johann Zarco          | Pramac Racing                | Ducati  | 27  | +11.139   | 9         | 11   |
| 6                                                          | 93    | Marc Márquez          | Repsol Honda Team            | Honda   | 27  | +15.155   | 10        | 10   |
| 7                                                          | 30    | Takaaki Nakagami      | LCR Honda Idemitsu           | Honda   | 27  | +16.680   | 12        | 9    |
| 8                                                          | 33    | Brad Binder           | Red Bull KTM Factory Racing  | KTM     | 27  | +18.459   | 18        | 8    |
| 9                                                          | 10    | Luca Marini           | Mooney VR46 Racing Team      | Ducati  | 27  | +20.541   | 15        | 7    |
| 10                                                         | 12    | Maverick Viñales      | Aprilia Racing               | Aprilia | 27  | +21.486   | 14        | 6    |
| 11                                                         | 44    | Pol Espargaró         | Repsol Honda Team            | Honda   | 27  | +22.707   | 11        | 5    |
| 12                                                         | 72    | Marco Bezzecchi       | Mooney VR46 Racing Team      | Ducati  | 27  | +23.408   | 13        | 4    |
| 13                                                         | 49    | Fabio Di Giannantonio | Gresini Racing MotoGP        | Ducati  | 27  | +26.432   | 16        | 3    |
| 14                                                         | 73    | Álex Márquez          | LCR Honda Castrol            | Honda   | 27  | +28.710   | 21        | 2    |
| 15                                                         | 21    | Franco Morbidelli     | Monster Energy Yamaha MotoGP | Yamaha  | 27  | +29.433   | 19        | 1    |
| 16                                                         | 4     | Andrea Dovizioso      | WithU Yamaha RNF MotoGP Team | Yamaha  | 27  | +38.149   | 20        |      |
| 17                                                         | 40    | Darryn Binder         | WithU Yamaha RNF MotoGP Team | Yamaha  | 27  | +59.748   | 23        |      |
| Ret                                                        | 88    | Miguel Oliveira       | Red Bull KTM Factory Racing  | KTM     | 24  | Tai nạn   | 17        |      |
| Ret                                                        | 63    | Francesco Bagnaia     | Ducati Lenovo Team           | Ducati  | 20  | Tai nạn   | 1         |      |
| Ret                                                        | 89    | Jorge Martín          | Pramac Racing                | Ducati  | 16  | Tai nạn   | 8         |      |
| Ret                                                        | 36    | Joan Mir              | Team Suzuki Ecstar           | Suzuki  | 13  | Tai nạn   | 6         |      |
| Ret                                                        | 25    | Raúl Fernández        | Tech3 KTM Factory Racing     | KTM     | 6   | Tai nạn   | 24        |      |
| Ret                                                        | 42    | Álex Rins             | Team Suzuki Ecstar           | Suzuki  | 5   | Tai nạn   | 7         |      |
| Ret                                                        | 87    | Remy Gardner          | Tech3 KTM Factory Racing     | KTM     | 3   | Tai nạn   | 22        |      |
| Fastest lap: Francesco Bagnaia (Ducati) – 1:31.778 (lap 4) |       |                       |                              |         |     |           |           |      |
| Kết quả chính thức                                         |       |                       |                              |         |     |           |           |      |

## Bảng xếp hạng sau chặngnn đua
|   | Stt | Tay đua          | Điểm |
| - | --- | ---------------- | ---- |
|   | 1   | Fabio Quartararo | 102  |
|   | 2   | Aleix Espargaró  | 98   |
|   | 3   | Enea Bastianini  | 94   |
|   | 4   | Álex Rins        | 69   |
| 6 | 5   | Jack Miller      | 62   |

|   | Stt | Xưởng đua | Điểm |
| - | --- | --------- | ---- |
|   | 1   | Ducati    | 156  |
|   | 2   | Yamaha    | 102  |
|   | 3   | Aprilia   | 99   |
| 1 | 4   | KTM       | 84   |
| 1 | 5   | Suzuki    | 80   |

|   | Stt | Đội đua                      | Điểm |
| - | --- | ---------------------------- | ---- |
| 1 | 1   | Aprilia Racing               | 131  |
| 1 | 2   | Team Suzuki Ecstar           | 125  |
|   | 3   | Monster Energy Yamaha MotoGP | 121  |
|   | 4   | Ducati Lenovo Team           | 118  |
|   | 5   | Red Bull KTM Factory Racing  | 99   |